# L'Agence Fantasio et les fantômes
L'Agence Fantasio et les fantômes est la dix-septième histoire de la série Spirou et Fantasio de Jijé. Elle est publiée pour la première fois dans Spirou du no 412 au no 423.

## Univers

### Synopsis
Pris d'une nouvelle lubie, Fantasio crée l'agence Detecta, une agence de détectives. Il décroche sa première enquête auprès du colonel Pickles, à la retraite dans un château dont il vient de faire l'acquisition, château hanté par un fantôme mal éduqué: il fume les cigares et boit le porto du colonel. Installé au château avec Spirou, Fantasio découvre avec son ami que le fantôme est en réalité le colonel, atteint de somnambulisme.

## Publication

### Revues
Publié pour la première fois dans le journal de Spirou du n°412 au n°423.

### Album
Publié dans Fantasio et le fantôme.